# 333033 Yutakahashi
333033 Yutakahashi este o planetă minoră (asteroid) din centura de asteroizi. A fost descoperită pe 15 septembrie 2007 la Mount Lemmon⁠(d) de Mount Lemmon Survey⁠(d). 
Obiectul prezintă o orbită caracterizată de o semiaxă mare de 2,395925761256 UAi, o excentricitate de 0,19252017935273, o înclinație de 2,5416303526992 ° în raport cu ecliptica.